# 베이징 카오야
베이징 카오야(중국어 간체자: 北京烤鸭, 정체자: 北京烤鴨, 병음: Běijīng kǎoyā)는 중국의 오리고기 요리이다. 대표적인 베이징 요리이며, 현지에서는 "오리구이"라는 뜻인 카오야(중국어 간체자: 烤鸭, 정체자: 烤鴨, 병음: kǎoyā)라 부른다. 중화인민공화국의 국민 음식 가운데 하나로 여겨진다.

## 이름
중국어 "카오야(烤鸭, 烤鴨, kǎoyā)"는 "굽다"라는 뜻의 "카오(烤, kǎo)"와 "오리"라는 뜻의 "야(鸭, 鴨, yā)"가 합쳐진 말로, "오리구이"라는 뜻이다. 한국에서는 흔히 북경 오리(北京--)로 불린다.
중화민국 시기에는 베이징이 "베이핑"으로 불렸기 때문에 베이핑 카오야(중국어 정체자: 北平烤鴨, 병음: Běipíng kǎoyā)라는 이름이 쓰였으며, 대한민국에서도 이를 따 북평 오리(北平--)라고 불렀다. 현재는 잘 쓰이지 않는 이름이다.
"베이징 카오야" 외에 베이징 톈야(중국어 간체자: 北京填鸭, 정체자: 北京填鴨, 병음: Běijīng tiányā)라는 이름도 쓰이는데, "톈(填, tián)"은 "메우다, 박아넣다, 채우다"를 뜻하는 말이며, 따라서 "톈야(填鸭, 填鴨, tiányā)"는 "먹이를 강제 급여해 키운 오리"를 일컫는 말이다.

## 만들기
오리고기를 굽는 방식이 크게 두 가지로 나뉜다. 불 위에 오리를 매달아 굽는 "과루(挂炉, 掛爐, guàlú)" 방식과 오리를 오븐 속 뜨거운 공기로 천천히 굽는 "먼루(焖炉, 燜爐, mènlú)" 방식이 있는데, 전자는 볜이팡의, 후자는 취안쥐더의 방식이다.
익힌 오리고기는 껍질이 바삭바삭하다. 톈몐장, 채썬 오이, 파와 내며, 춘빙(밀전병)에 싸 먹는다.

## 베이징 카오야 제대로 즐기는 법
베이징 요리협회는 최근 베이징 요리인 전통 카오야 표준 규범을 내놓았다.베이징 요리협회 관계자에 따르면,협회에서 마련한 카오야 표준규범은 업계에서 통용되는 조리 방식을 기존의 '베이징 요리협회 표준 가이드'에 나와있는 조리 과정을 좀 더 구체화 하였으며,관련 부처와 전문가 의견을 수렴해 만들었다. 이 규범은 먼저 카오야용 오리는 2.5kg~3kg 무게에 흰 가죽에 흉터가 없고 살이 오른 오리여야 한다고 규정하고 있다. 오리를 굽는 방식도 정의했다. 카오야용 오리를 화덕에 걸어 과실나무 장작을 이용해 직화로 굽는 전취덕 방식과 화덕의 열과 연기를 이용해 간접적으로 굽는 편의방 방식으로 나눠 상세히 설명하고 있다.

## 사진

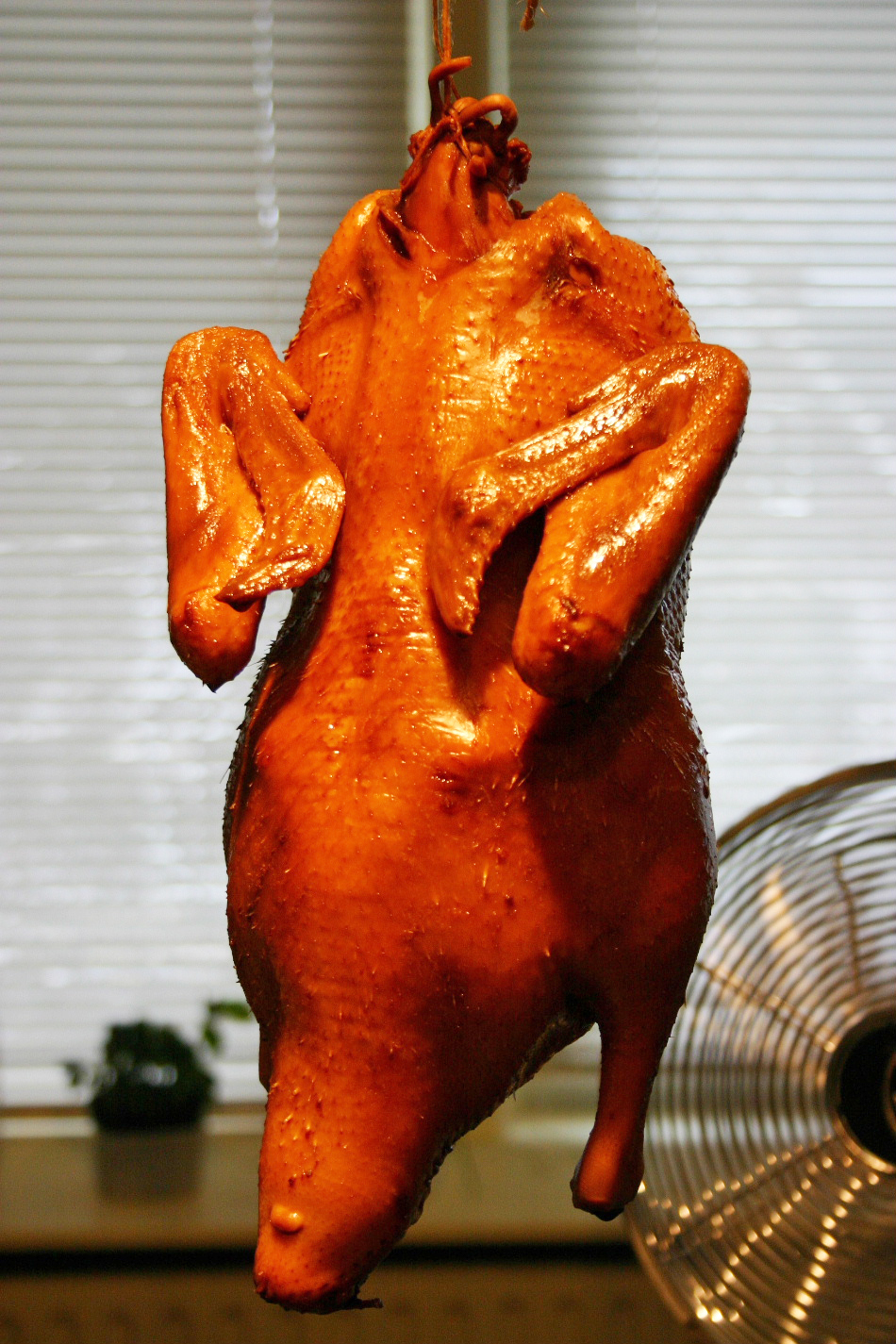
익은 카오야
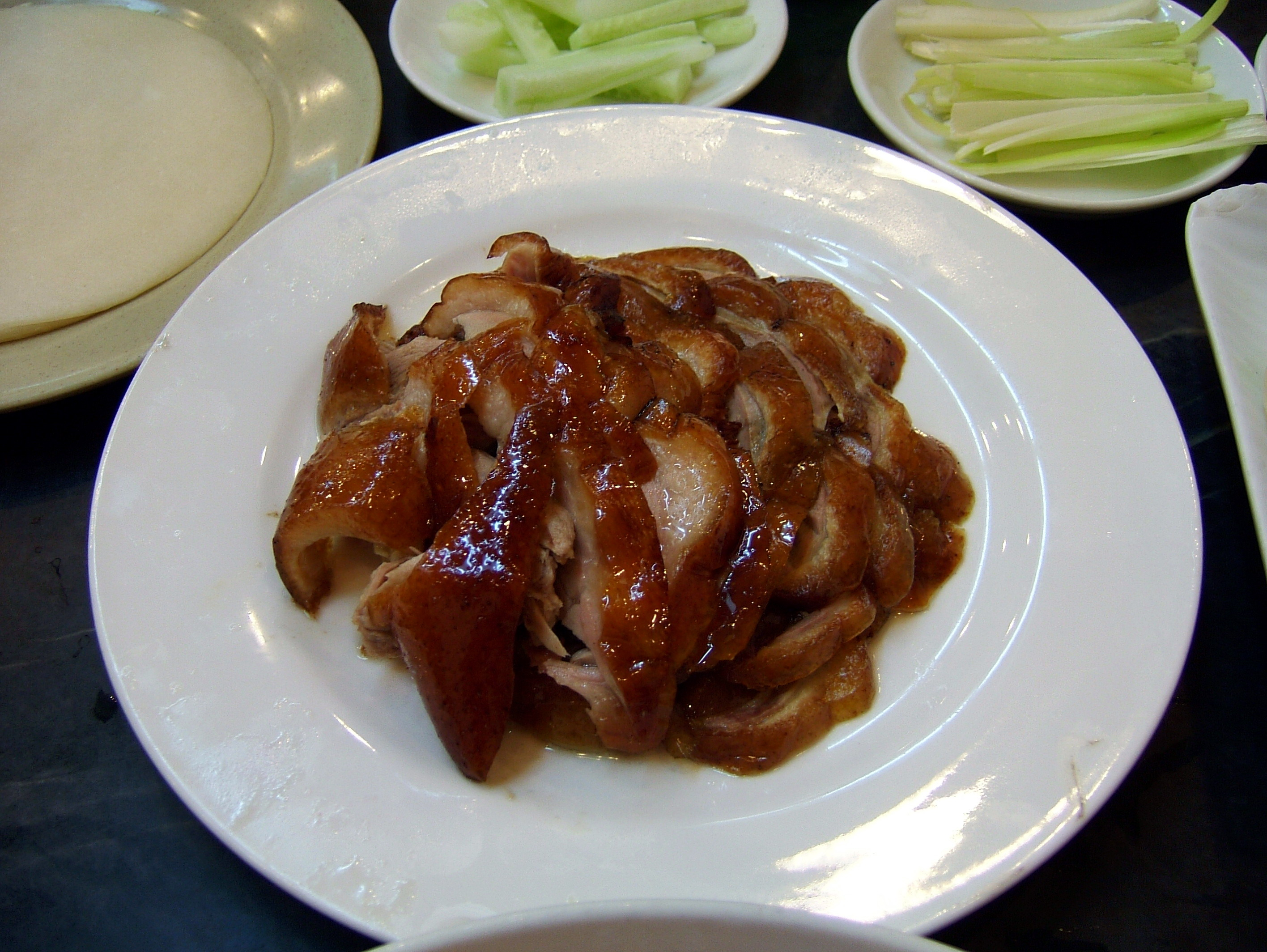
썰어 낸 카오야
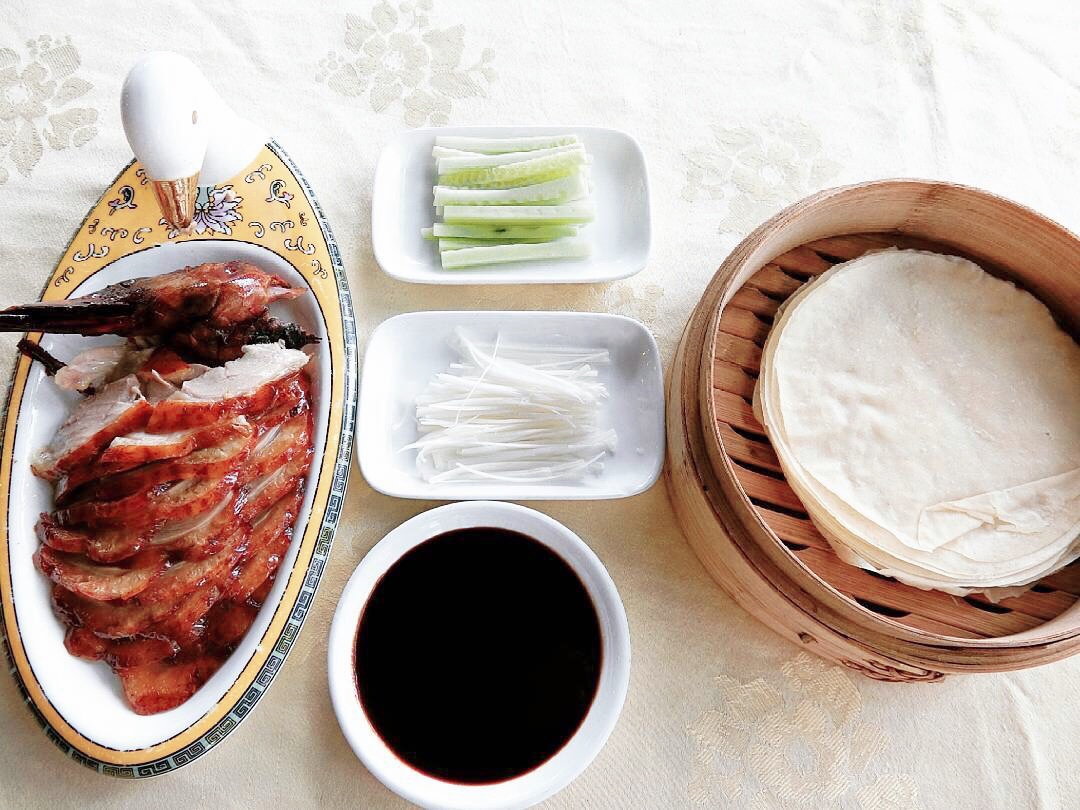
카오야와 오이, 파, 톈몐장, 춘빙
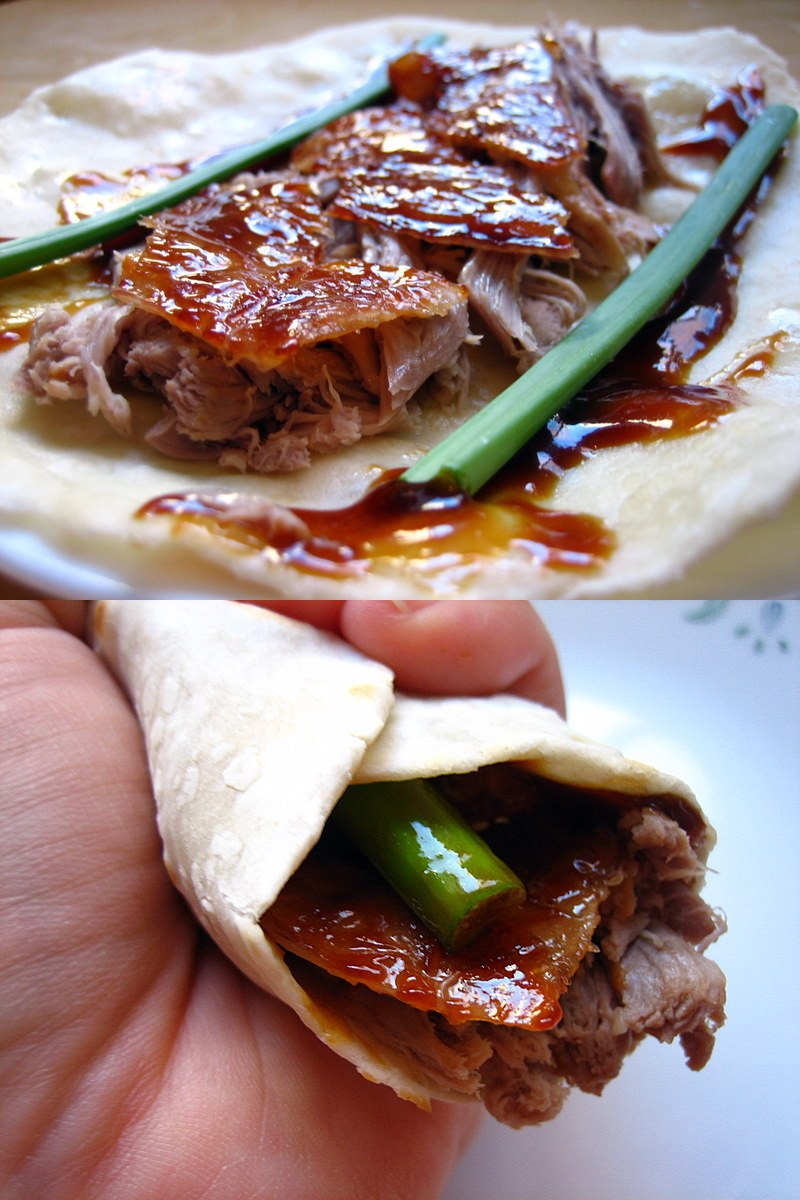
소스를 찍어 춘빙에 싼 카오야

## 같이 보기
- 징장러우쓰